# Fábio da Mauritânia
São Fábio (nascido na Mauritânia, falecido em 303 ou 304 na Mauritânia Cesariense, atualmente Cherchell, Argélia) foi um mártir do Império Romano na antiga Mauritânia, venerado como santo pela Igreja Católica. A memória da liturgia é realizada em 31 de julho.

## Hagiografia
Da vida de Fábio sabe-se que ele foi escolhido para carregar a bandeira do governador quando este organizou uma assembleia. Fábio recusou porque a cerimônia tinha caráter pagão. Ele foi preso, submetido à tortura e tentado, mas não mudou seus planos. Então Fábio foi decapitado. Por essa razão ele é apelidado de "o Porta-Estandarte", porque ele não queria levar uma bandeira com imagens pagãs.
Sua morte se insere no período da perseguição contra os cristãos ordenada pelo Imperador Diocleciano.

## O culto
Diz-se que para impedir o enterro e posterior veneração popular, sua cabeça e seu corpo foram lançados ao mar em pontos diferentes, mas o mar milagrosamente os reuniu, e seus restos mortais ainda estão preservados em Cartenas, na Argélia. Sua festa é celebrada no dia 31 de julho.

## Ligações Externas
- Santiebeati.it
- Catholic.org